# 安藤穣
安藤 穣（あんどう ゆたか、1946年 - ）は、日本の研究者。東京家政学院大学教授。

## 経歴
- 1968年 学習院大学理学部卒
- 1970年 学習院大学大学院自然科学研究科化学専攻修士課程
- 1973年 学習院大学大学院自然科学研究科化学専攻博士課程
- 1973年 学習院大学助手
- 1978年 東京農工大学助手
- 1988年 学習院大学助教授
- 1988年 東京家政学院大学家政学部助教授
- 1997年 東京家政学院大学家政学部教授

## 学位
学習院大学博士

## 専門分野
- 高分子物性、被服材料

## 主な研究課題
- 繊維の新規収縮加工の開発
- 強撚糸織物における収縮性
- 染色によるセルロース繊維の識別
- 銀系抗菌剤による繊維の抗菌性
- 高分子の相溶性

## 主な論文
- 染色法によるセルロース繊維の鑑別
- アルカリ溶液による綿繊維の収縮性
- 有機金属系抗菌剤によるポリビニルアルコール繊維の抗菌性
- ポリフッ化ビニリデン／ポリビニルピロリドンブレンドの相溶性

## 参考資料
- 東京家政学院大学ホームページ